# Gymnoglossa
Gymnoglossa este un gen mic de muște tachinide găsite în estul Europei, Rusia și Africa de Sud.
Speciile sunt:
- Gymnoglossa munroi Curran, 1934 – Rusia
- Gymnoglossa transsylvanica Mik, 1898 – estul Europei și Africa de Sud